# Dejuna fenestrata
Dejuna fenestrata är en insektsart som först beskrevs av Banks 1913.  Dejuna fenestrata ingår i släktet Dejuna och familjen myrlejonsländor. Inga underarter finns listade i Catalogue of Life.